# Β-乳球蛋白
β-乳球蛋白（β-乳球蛋白、BLG、Bos d 5）是牛奶和羊奶的主要乳清蛋白（約 3 g/L），也存在於許多其他哺乳動物物種中；值得注意的是人類是個例外。其結構、特性和生物學作用已被多次回顧。 BLG 被認為是一種牛奶過敏原。

## 功能
乳清中的主要蛋白質是 β-乳球蛋白，其次是α-乳清蛋白（β-乳球蛋白約 65%、α-乳清蛋白約 25%、血清白蛋白約 8%、其他約 2%）。β-乳球蛋白是一種載脂蛋白，可以結合許多疏水分子，表明其在運輸中起作用。β-乳球蛋白也被證明能夠透過鐵載體結合鐵，因此可能在對抗病原體中起作用。攝入後，BLG 能夠將複合鐵轉運至人體免疫細胞，從而為這些細胞提供微量營養素並參與免疫耐受。 人體母乳中缺乏 β-乳球蛋白的同源蛋白。

## 結構
已鑑定出幾種變體，牛的主要變體標記為 A 和 B。由於其豐富且易於純化，因此已進行了廣泛的生物物理學研究。其結構已透過X射線晶體學和核磁共振多次測定。 β-乳球蛋白對食品工業具有直接意義，因為其特性在乳製品和加工中可能有利或不利。
牛β-乳球蛋白是一種相對較小的蛋白質，包含 162 個胺基酸殘基，化学式为：C817H1310O248N206S9 ，分子量為 18.4 KDa。在生理狀態下，它主要以二聚體形式存在，但在 pH 約 3 以下會解離成單體，根據核磁共振測定，保持其天然態。 相反，在各種自然條件下，β-乳球蛋白也以四聚體、八聚體和其他多聚體聚集形式存在。
在天然結構充分去穩定以允許聚集的情況下，β-乳球蛋白溶液在各種條件下會形成凝膠。 在低 pH 和低離子強度下長時間加熱，會形成透明的「細絲狀」凝膠，其中蛋白質分子組裝成長而堅硬的纖維。
β-乳球蛋白是奶皮的主要成分，牛奶煮沸時會凝結和變性。一旦變性，β-乳球蛋白會在牛奶表面形成一層薄的凝膠狀薄膜。
可以使用光譜學和變性劑研究該蛋白質的摺疊中間體。這些實驗顯示了一個不尋常但重要的中間體，完全由阿法螺旋組成，儘管天然結構是貝塔摺疊。進化可能選擇了螺旋狀中間體，以避免在摺疊過程中發生聚集。

## 臨床意義
由於牛奶是一種已知的過敏原， 歐盟的製造商需要證明 β-乳球蛋白的存在或不存在，以確保其標籤符合歐盟指令的要求。食品檢測實驗室可以使用ELISA方法來鑑定和定量食品中的 β-乳球蛋白。
雖然 β-乳球蛋白被認為是一種主要過敏原，但飲用生奶的保護作用已被證明取決於乳清部分的蛋白質含量，因此也取決於 β-乳球蛋白。 這種巨大的對比，一方面是過敏原，另一方面具有保護作用，現已與其攜帶微量營養素的能力相關聯。當 β-乳球蛋白攜帶微量營養素時，它具有耐受性，並保護免於過敏的發展。然而，當缺乏負載時，它就變成了過敏原。
通過微生物轉谷氨酰胺酶在實驗室中將 β-乳球蛋白聚合，可降低其對患有 IgE 介導的牛奶乳品過敏的兒童和成人的致敏性。

## 生物技術

### 乳牛育種
2018年宣佈培育出基因改造牛。 這些牛透過受精卵介導的基因刪除過程移除了產生 β-乳球蛋白的基因。目標是生產不含這種過敏原的牛奶。

### 重組生產
2023年9月，歐洲創新委員會資助了Solar Foods的Hydrocow項目，該項目旨在借助黃桿菌屬（Xanthobacter）的氫氧化細菌、二氧化碳和電力來生產 BLG。